# HBC Svítkov Stars Pardubice
HBC Svítkov Stars Pardubice je hokejbalový klub hrající hokejbalovou Extraligu a sídlící v pardubické čtvrti Svítkov. Jedná se o nejstarší hokejbalový klub v Pardubicích.

## Historie klubu
Vznik klubu je spojen se jmény Vladimír Bidlo, Petr Jílek, Michal Mareda a Petr Pavlovec, kteří se rozhodli povýšit hokejbal ve Svítkově z obyčejné zábavy na registrovaný sport. Potvrzení o zaregistrování nového klubu bylo doručeno v prosinci 1990. Vzorem pro jeho pojmenování se stal tehdejší účastník kanadsko-americké NHL Minnesota North Stars, předchůdce současného klubu Dallas Stars. Hned v roce 1991 získává klub páté místo na Mistrovství České republiky dorostu v Ústí nad Labem a o rok později ve Zlíně místo druhé. Od roku 1995 hraje klub dvě sezóny seniorskou nejvyšší soutěž, v roce 1996 vítězí v Českém poháru. Klub sklidil mnoho úspěchů i v mládežnických kategoriích. V roce 2022 slavil po dvaceti pěti letech návrat do Extraligy.

## Současnost
Hrané soutěže:
- A tým – CROSSDOCK Extraliga Hokejbalu
- B tým - 2. liga
- Ženy – Liga žen a Východočeský přebor
- Junioři - Extraliga Juniorů
- Dorost – Extraliga Dorostu
- Starší žáci – Liga starších žáků
- Mladší žáci – Východočeský přebor
- Přípravka – Východočeský přebor
- Minipřípravka – Východočeský přebor
- Mikropřípravka – Východočeský přebor

Své zápasy hrají Stars na Stadionu u Bylanky v Pardubické čtvrti Svítkov. V blízkosti stadionu se nachází svítkovská železniční zastávka a prochází kolem něj silnice do Rosic a Srnojed. V areálu stadionu je možné parkování.
V roce 2010 došlo při příležitosti 20. výročí založení klubu ke změně hlavního klubového znaku, který tvořila černá šesticípá hvězda s písmenem S. Vzhledem k okolnostem vzniku klubu byl přijat znak téměř identický se znakem klubu NHL Dallas Stars, lišící se pouze ve jménu města. K užívání nového znaku získal klub oficiální povolení NHL. K další změně došlo v roce 2013. Nejnovější verze znaku sice odkazuje na tradici spojenou s Dallasem, ale znak tohoto klubu připomíná již jen vzdáleně.
V roce 2012 byl klub pověřen organizací turnaje Mistrovství České republiky minipřípravek, kde zároveň slavil titul.

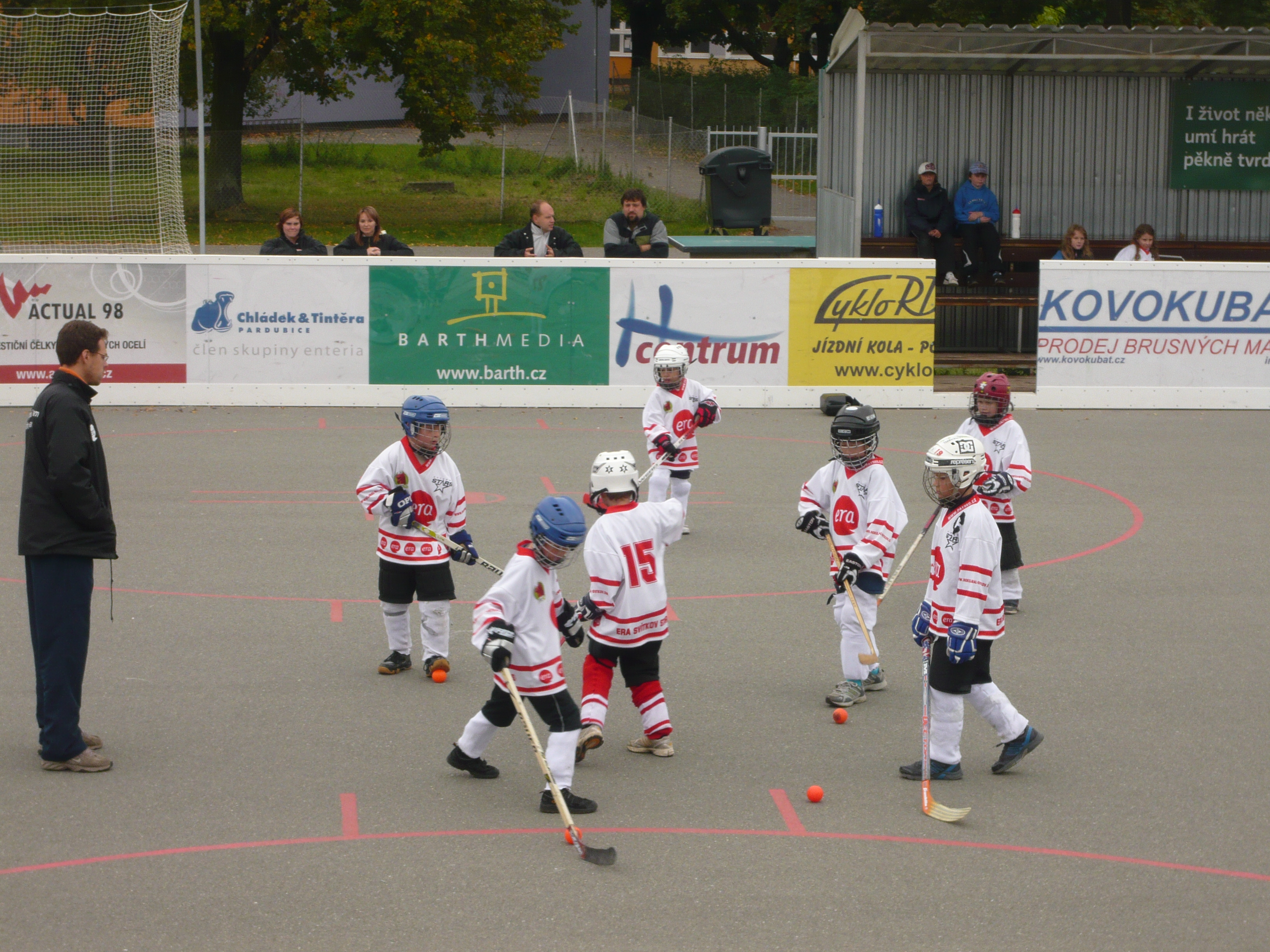
Přípravka Svítkov Stars v dresech v barvách tehdejšího generálního partnera

## Klubové úspěchy

### A-tým
- Vítěz Českého poháru 1996
- Vítěz České národní ligy a postup do Extraligy 1995
- Vítěz 1. ligy a postup do Extraligy 2022
- Druhý Vicemistr České republiky 2024

### B-tým
- Vítěz Oblastní ligy 2006
- Aleš Danihelka a Adam Vašina mistry České republiky v penalty hokejbalu 2012
- Vítěz 2. národní ligy 2016

### Ženy
- Vítěz Východočeského přeboru 2015, 2023, 2024
- Mistr České republiky 2024, 2025
- Druhý Vicemistr České republiky 2022 a 2023

### Junioři
- Vicemistr České republiky 2003
- Druhý vicemistr České republiky 1999
- Mistr České republiky 2024

### Dorost
- Mistr České republiky 2001 a 2015
- Vicemistr České republiky 1992, 2000, 2024

### Žáci
- Mistr České republiky 1994, 2000, 2018, 2019, 2022, 2023 a 2025 (mladší)
- Vicemistr České republiky 1993, 1999, 2025 (starší)
- Druhý vicemistr České republiky 2002, 2024
- Druhé místo v Národní lize 2004

### Přípravka
- Mistr České republiky 2012 a 2015
- Vicemistr České republiky 2014
- Vítěz Východočeského přeboru 2014 a 2015

### Minipřípravka
- Mistr České republiky 2010 a 2012
- Druhý Vicemistr České republiky 2013
- Vítěz Východočeského přeboru 2013 a 2016

## Hráli za Stars
- Matyáš Bláha - nejlepší střelec juniorského mistrovství světa 2023 v kategorii U20, vicemistr světa 2024, juniorský mistr světa 2025 v kategorii U23
- Jan Doležal – juniorský mistr světa 2018 v kategorii U20
- Lukáš Horváth - mistr světa, slovenský reprezentant
- Jan Hrabica - mistr světa v hokejbalu
- Matěj Kábrt - juniorský mistr světa v kategorii U23 v roce 2025
- Tadeáš Kantor - juniorský mistr světa 2023 v kategorii U18
- Martin Korbel - juniorský mistr světa v kategorii U23 v roce 2025
- Tomáš Koudela - juniorský mistr světa 2023 v kategorii U16
- Jakub Král – juniorský mistr světa 2018 v kategorii U20
- Richard Král – dlouholetý hráč a trenér Extraligy ledního hokeje
- Pavel Kubeš – dvojnásobný mistr světa v hokejbalu
- Martin Kubíček - juniorský mistr světa v kategorii U23 v roce 2025
- Daniel Martínek - juniorský mistr světa 2023 v kategorii U16
- Jan Mroviec – dvojnásobný juniorský vicemistr světa v kategorii U20 a nejlepší brankář juniorského mistrovství světa 2012, bývalý sportovní redaktor České televize
- Michal Mareda – jeden ze zakladatelů klubu a frontman skupiny Vypsaná fiXa
- Lukáš Novotný – nejlepší brankář juniorského mistrovství světa 2018 U18, juniorský mistr světa U23 2023
- Petra Outratová – vicemistryně světa 2015
- Matouš Pospíšil - juniorský mistr světa 2023 v kategorii U16
- Lucie Rejlová - mistryně světa 2017, trojnásobná bronzová medailistka z mistrovství světa
- Dušan Salfický – hokejový brankář, mistr světa v hokejbalu a dvojnásobný mistr světa v ledním hokeji
- Jan Stromko - juniorský mistr světa v kategorii U23 v roce 2025
- Jiří Šťovíček - juniorský mistr světa v kategorii U23 v roce 2025
- Kateřina Teplá – mistryně světa 2017, bronzová medailistka mistrovství světa 2019
- Martina Topičová – mistryně světa 2017, vicemistryně světa 2015